# 松村昌家
松村 昌家（まつむら まさいえ、1929年11月21日 - 2019年9月9日）は、日本の英文学者・比較文学者。大手前大学名誉教授。

## 人物
1953年、大阪外国語大学英語科卒、1957年、大阪市立大学英文科大学院修士課程修了、1960年、天理大学講師、1965年、同志社大学講師、のち助教授、教授、1972年、神戸女学院大学教授、1985年、甲南大学教授、1996年、大手前大学教授。2007年、退職し名誉教授。
チャールズ・ディケンズなどヴィクトリア朝文学と社会を主として研究。日本比較文学会会員。
日本ヴィクトリア朝文化研究学会 の初代会長。

## 著書
- 『ディケンズとロンドン』研究社出版 1981（PDF版
- 『明治文学とヴィクトリア時代』山口書店 1981
- 『水晶宮物語 ロンドン万国博覧会1851』リブロポート 1986 のちちくま学芸文庫
- 『ディケンズの小説とその時代』研究社出版 1989
- 『ヴィクトリア朝の文学と絵画』世界思想社 1993
- 『十九世紀ロンドン生活の光と影 リージェンシーからディケンズの時代へ』世界思想社 2003
- 『文豪たちの情と性へのまなざし 逍遥・漱石・谷崎と英文学』ミネルヴァ書房 2011
- 『ヴィクトリア朝文化の世代風景 ディケンズからの展望』英宝社 2012
- 『大英帝国博覧会の歴史　ロンドン・マンチェスター二都物語』ミネルヴァ書房 2014

### 共編著
- 『文学における悪』藤田実 南雲堂 1981
- 『ヴィクトリア朝小説のヒロインたち 愛と自我』 創元社 1988
- 『日本文学と外国文学 入門比較文学』中西進 英宝社 1990
- 『ヴィクトリア朝小説における父と子』 英宝社 1991
- 『子どものイメージ 十九世紀英米文学に見る子どもたち』 英宝社 1992
- 『『パンチ』素描集 19世紀のロンドン』 岩波文庫 1994

複数のページでミスがあり、増刷の際に訂正が行われているが、ページの活字が異なるために目立ってしまっている。
1. 32p：「アルフレッド王子」が「エドワード王子」に訂正されている
2. 98p：en:Sydenham Hill の日本語表記「シデナム」が「シドナム」に変えられている
3. 242p：「ジョン・ギルレイ」が「ジェイムズ・ギルレイ」に訂正されている[1]

- 『ディケンズ小事典』 研究社出版 1994
- 『比較文学を学ぶ人のために』 世界思想社 1995
- 『チャールズ・ディケンズ『大いなる遺産』-読みと解釈』 英宝社 1998
- 『谷崎潤一郎と世紀末』 思文閣出版 2002
- 『視覚芸術の比較文化』武田恒夫、辻成史 思文閣出版 2004
- 『ヴィクトリア朝英国と東アジア』川本皓嗣 思文閣出版 2006
- 『ヴィクトリア女王 ジェンダー・王権・表象』 川本静子 ミネルヴァ書房 2006
- 『夏目漱石における東と西』 思文閣出版 2007

### 翻訳
- H.J.ブラッカム『ヒューマニストの役割』創元社 1973
- U.ヴァイスシュタイン『比較文学と文学理論』ミネルヴァ書房 1977
- アンガス・ウィルソン『ディケンズの世界』英宝社 1979
- ジューリア・プルウィット・ブラウン『十九世紀イギリスの小説と社会事情』英宝社 1987
- バートン・パイク『近代文学と都市』研究社出版 1987
- チャールズ・ディケンズ『クリスマス・ブックス』小池滋共訳 ちくま文庫 1991
- ナイジェル・クロス『大英帝国の三文作家たち』内田憲男共訳 研究社出版 1992
- V.T.J.アークル『イギリスの社会と文化200年の歩み』英宝社 2002
- G.M.ヤング『ある時代の肖像 ヴィクトリア朝イングランド』村岡健次共訳 ミネルヴァ書房 2006